# Interfaccia aptica
Un'interfaccia aptica è un dispositivo che permette di manovrare un robot, reale o virtuale, e di riceverne delle sensazioni tattili in risposta (retroazione o feedback).
Un esempio potrebbe essere un joystick con ritorno di forza (force feedback), un mouse in cui la rotellina si blocca quando il puntatore arriva ai margini dello schermo, o un display in braille utilizzato dai non vedenti. La parola aptico deriva dal greco apto, che significa tocco: con questo attributo si intende quindi qualcosa che ha a che fare con il tatto.
Le interfacce aptiche sono utili e necessarie in quei contesti in cui la sola visione di quanto sta accadendo non è sufficiente all'operatore per garantire un controllo corretto. Ecco quindi i settori di robotica avanzata, come la robotica chirurgica e quella spaziale, e quelli relativi alla realtà virtuale, come la telemanipolazione o l'addestramento con operazioni simulate.
Oltre che nel settore della robotica le interfacce aptiche sono utili ove è necessaria un'interazione fra computer ed operatore come nel settore della modellazione solida ove l'interfaccia aptica permette all'utente di sfruttare le proprie capacità manuali mantenendo il senso del tatto.